# (29103) 1981 EC22
A (29103) 1981 EC22 a Naprendszer kisbolygóövében található aszteroida. Schelte J. Bus fedezte fel 1981. március 2-án.